# Javier Sánchez de Felipe
Javier Sánchez de Felipe (Getafe, Madrid, 14 de marzo de 1997), más conocido simplemente como Javi Sánchez, es un futbolista español que juega como defensa en el Real Valladolid Club de Fútbol de la Segunda División de España.

## Trayectoria
Se formó en el Club Deportivo Humanes, club del que llegó al Real Madrid siendo un niño. Fue escalando poco a poco en las categorías inferiores merengues, hasta llegar en la temporada 2015-2016 al Real Madrid Castilla.
En la temporada 2018-19, con apenas 20 años, fue el capitán del Real Madrid Castilla, en las que obtuvo 26 titularidades, convirtiéndose en uno de los jugadores más destacados del filial merengue, llegando a disputar eliminatorias por el play-off de ascenso. 
Además, durante esa misma temporada participó en cinco partidos con el primer equipo a las órdenes de Santiago Hernán Solari, un partido de Liga, dos de Liga de Campeones y dos más de Copa del Rey, anotando un gol frente a la U. D. Melilla. Debutó en Primera División el 11 de noviembre de 2018 en el Estadio Balaídos frente al Celta de Vigo.
En sus cuatro temporadas en la disciplina del Real Madrid Castilla jugó un total de 70 encuentros de Segunda División B en los que marcó ocho tantos. 
En julio de 2019 fue cedido al Real Valladolid para disputar la temporada 2019-20 en Primera División. El 16 de junio de 2020 el conjunto vallisoletano anunció su fichaje hasta 2024. Esta vinculación se amplió dos años más después de llegar a un acuerdo para su renovación en septiembre de 2022.

## Clubes
Actualizado al 24 de abril de 2025.
| Club                                | Div.          | Temporada     | Liga  | Liga  | Copas nacionales | Copas nacionales | Torneos internacionales | Torneos internacionales | Total | Total |
| Club                                | Div.          | Temporada     | Part. | Goles | Part.            | Goles            | Part.                   | Goles                   | Part. | Goles |
| ----------------------------------- | ------------- | ------------- | ----- | ----- | ---------------- | ---------------- | ----------------------- | ----------------------- | ----- | ----- |
| Real Madrid Castilla C. F. · España | 2.ª B         | 2015-16       | 1     | 0     | —                | —                | —                       | —                       | 1     | 0     |
| Real Madrid Castilla C. F. · España | 2.ª B         | 2016-17       | 13    | 2     | —                | —                | —                       | —                       | 13    | 2     |
| Real Madrid Castilla C. F. · España | 2.ª B         | 2017-18       | 30    | 3     | —                | —                | —                       | —                       | 30    | 3     |
| Real Madrid Castilla C. F. · España | 2.ª B         | 2018-19       | 26    | 3     | —                | —                | —                       | —                       | 26    | 3     |
| Real Madrid Castilla C. F. · España | Total club    | Total club    | 70    | 8     | 0                | 0                | 0                       | 0                       | 70    | 8     |
| Real Madrid C. F. · España          | 1.ª           | 2018-19       | 1     | 0     | 2                | 1                | 2                       | 0                       | 5     | 1     |
| Real Madrid C. F. · España          | Total club    | Total club    | 1     | 0     | 2                | 1                | 2                       | 0                       | 5     | 1     |
| Real Valladolid C. F. · España      | 1.ª           | 2019-20       | 8     | 0     | 1                | 0                | —                       | —                       | 9     | 0     |
| Real Valladolid C. F. · España      | 1.ª           | 2020-21       | 16    | 0     | 2                | 0                | —                       | —                       | 18    | 0     |
| Real Valladolid C. F. · España      | 2.ª           | 2021-22       | 28    | 2     | 0                | 0                | —                       | —                       | 28    | 2     |
| Real Valladolid C. F. · España      | 1.ª           | 2022-23       | 32    | 1     | 2                | 0                | —                       | —                       | 34    | 1     |
| Real Valladolid C. F. · España      | 2.ª           | 2023-24       | 6     | 0     | 0                | 0                | —                       | —                       | 6     | 0     |
| Real Valladolid C. F. · España      | 1.ª           | 2024-25       | 25    | 2     | 1                | 0                | —                       | —                       | 26    | 2     |
| Real Valladolid C. F. · España      | Total club    | Total club    | 115   | 5     | 6                | 0                | 0                       | 0                       | 121   | 5     |
| Total carrera                       | Total carrera | Total carrera | 186   | 13    | 8                | 1                | 2                       | 0                       | 196   | 14    |
| 1. 2. 3.                            |               |               |       |       |                  |                  |                         |                         |       |       |